# Championnat de Belgique de football de troisième division 1950-1951
Navigation
saison précédente saison suivante
Le Championnat de Belgique de football D3 1950-1951 est la vingtième-deuxième édition du championnat de Promotion (D3) belge.

## Participants 1950-1951
64 clubs prennent part à cette compétition, soit le même nombre que lors du championnat précédent. Les clubs dont le matricule est indiqué en gras existent encore lors de la saison 2012-2013.

### Localisations Série A
| \| Bruxelles: · R. Ixelles SC · R. CS La Forestoise · R. Crossing FC Ganshoren · R. CS St-Josse · CS Schaerbeek · Nijlen Arendonk Mol Sport Geel Wezel Sport Bruxelles Vilvorde DC Louvain UR Namur ES Jamboise Ham FC Libramont \| Localisation des clubs engagés en Promotion A 1950-1951 |
| Bruxelles: · R. Ixelles SC · R. CS La Forestoise · R. Crossing FC Ganshoren · R. CS St-Josse · CS Schaerbeek · Nijlen Arendonk Mol Sport Geel Wezel Sport Bruxelles Vilvorde DC Louvain UR Namur ES Jamboise Ham FC Libramont                                                               |

### Série A
| #  | Nom                                    | Mat. | Ville      | Stades                   | En D3 depuis    | Total en D3 | Province   |
| -- | -------------------------------------- | ---- | ---------- | ------------------------ | --------------- | ----------- | ---------- |
| 1  | Union Royale Namur                     | 156  | Namur      | stade des Champs-Elysées | 1950-1951 (1re) | saisons     | Namur      |
| 2  | Football Club Verbroedering Geel       | 395  | Geel       | ??                       | 1950-1951 (1re) | saisons     | Anvers     |
| 3  | Royal Ixelles Sporting Club            | 42   | Ixelles    | ??                       | 1941-1942 (9e)  | saisons     | Brabant    |
| 4  | Royal Vilvorde Football Club           | 49   | Vilvorde   | ??                       | 1947-1948 (4e)  | saisons     | Brabant    |
| 5  | Royal Cercle Sportif La Forestoise     | 51   | Forest     | stade communal           | 1949-1950 (2e)  | saisons     | Brabant    |
| 6  | Royal Club Sportif Schaerbeek          | 55   | Schaerbeek | Parc Josaphat            | 1947-1948 (4e)  | saisons     | Brabant    |
| 7  | Daring Club Leuven                     | 223  | Louvain    | ??                       | 1943-1944 (4e)  | saisons     | Brabant    |
| 8  | Royal Crossing Football Club Ganshoren | 451  | Ganshoren  | ??                       | 1942-1943 (8e)  | saisons     | Brabant    |
| 9  | Mol Sport                              | 852  | Mol        | ??                       | 1948-1949 (3e)  | saisons     | Anvers     |
| 10 | Football Club Verbroedering Arendonk   | 915  | Arendonk   | ??                       | 1948-1949 (3e)  | saisons     | Anvers     |
| 11 | Football Club Nijlen                   | 1065 | Nijlen     | ??                       | 1937-1938 (11e) | saisons     | Anvers     |
| 12 | Entente Sportive Jamboise              | 1579 | Jambes     | ??                       | 1949-1950 (2e)  | saisons     | Namur      |
| 13 | Royal Cercle Sportif Saint-Josse       | 83   | St-Josse   | ??                       | 1950-1951 (1re) | saisons     | Brabant    |
| 14 | Royal Ham Football Club                | 149  | Ham S/S.   | ??                       | 1949-1950 (1re) | saisons     | Namur      |
| 15 | Wezel Sport                            | 844  | Mol        | ??                       | 1950-1951 (1re) | saisons     | Anvers     |
| 16 | Cercle Sportif Libramontois            | 1590 | Libramont  | ??                       | 1949-1950 (1re) | saisons     | Luxembourg |

#### Localisations des clubs bruxellois
Les 5 cercles bruxellois de la série C sont 
 (3) R. Crossing FC Ganshoren
 (8) R. CS La Forestoise
 (12) CS Schaerbeek
 (13) R. CS St-Josse
 (??) R. Ixelles SC

### Série B
| #  | Nom                                        | Mat. | Ville           | Stades           | En D3 depuis    | Total en D3 | Province        |
| -- | ------------------------------------------ | ---- | --------------- | ---------------- | --------------- | ----------- | --------------- |
| 1  | Royal Racing Club de Gand                  | 11   | Gand            | E. Hielstadion   | 1938-1939 (9e)  | saisons     | Fl. orientale   |
| 2  | Royal Racing Club Tournaisien              | 36   | Tournai         | Drève de Maire   | 1949-1950 (2e)  | saisons     | Hainaut         |
| 3  | K. Sportclub Menen                         | 56   | Menin           | D. Devosstadion  | 1947-1948 (4e)  | saisons     | Fl. occidentale |
| 4  | Sportvereniging Oudenaarde                 | 81   | Audenarde       | ??               | 1946-1947 (5e)  | saisons     | Fl. orientale   |
| 5  | Bouchoutse Voetbalvereniging               | 121  | Boechout        | ??               | 1948-1949 (3e)  | saisons     | Anvers          |
| 6  | Stade Kortrijk                             | 161  | Courtrai        | ??               | 1943-1944 (7e)  | saisons     | Fl. occidentale |
| 7  | Royal Excelsior Athletic Club Sint-Niklaas | 239  | St-Nicolas/Waas | ??               | 1945-1946 (6e)  | saisons     | Fl. orientale   |
| 8  | Sportkring Hoboken                         | 285  | Hoboken         | ??               | 1937-1938 (11e) | saisons     | Anvers          |
| 9  | Royal Football Club Roulers                | 286  | Roulers         | Rodenbachstadion | 1949-1950 (2e)  | saisons     | Fl. occidentale |
| 10 | Voetbalvereniging Edegem Sport             | 377  | Edegem          | ??               | 1947-1948 (4e)  | saisons     | Anvers          |
| 11 | Royal Stade Mouscronnois                   | 508  | Mouscron        | ??               | 1945-1946 (6e)  | saisons     | Fl. occidentale |
| 12 | Racing Club Harelbeke                      | 1615 | Harelbeke       | Forestierstadion | 1947-1948 (4e)  | saisons     | Fl. occidentale |
| 13 | Sportkring Beveren-Waas                    | 2300 | Beveren         | Freethiel        | 1949-1950 (2e)  | saisons     | Fl. orientale   |
| 14 | Sportvereniging Waregem                    | 4451 | Harelbeke       | Gaverbeek        | 1948-1949 (3e)  | saisons     | Fl. occidentale |
| 15 | Koninklijke Racing Club Borgerhout         | 84   | Borgerhout      | ??               | 1950-1951 (1re) | saisons     | Anvers          |
| 16 | Eendracht Wervik                           | 3694 | Wervik          | ??               | 1950-1951 (1re) | saison      | Fl. occidentale |

### Localisations Série B
| \| Anvers: · K. RC Borgerhout · SK Hoboken · VV Edegem Sport Anvers Bouchout FC Roulers Courtrai Harelbeke Waregem Menin Wervik Mouscron Beveren St-Nicolas Gand Audenarde RC Tournai \| Localisation des clubs engagés en Promotion B 1950-1951 |
| Anvers: · K. RC Borgerhout · SK Hoboken · VV Edegem Sport Anvers Bouchout FC Roulers Courtrai Harelbeke Waregem Menin Wervik Mouscron Beveren St-Nicolas Gand Audenarde RC Tournai                                                               |

#### Localisation des clubs anversois
Les 3 clubs anversois de la « série B » sont:

(8) SK Hoboken
 (10) VV Edegem Sport
(??) K. RC Borgerhout

### Série C
| #  | Nom                                                 | Mat. | Ville      | Stades          | En D3 depuis    | Total en D3 | Province |
| -- | --------------------------------------------------- | ---- | ---------- | --------------- | --------------- | ----------- | -------- |
| 1  | Football Club Winterslag                            | 322  | Winterslag | Nordlaanstadion | 1950-1951 (1re) | saisons     | Limbourg |
| 2  | Royal Herve Football Club                           | 32   | Herve      | ??              | 1947-1948 (4e)  | saisons     | Liège    |
| 3  | Royal Fléron Football Club                          | 33   | Fléron     | ??              | 1948-1949 (3e)  | saisons     | Liège    |
| 4  | Patria Football Club Tongeren                       | 71   | Tongres    | ??              | 1936-1937 (12e) | saisons     | Limbourg |
| 5  | Football Club Union Wandre                          | 74   | Wandre     | ??              | 1949-1950 (2e)  | saisons     | Liège    |
| 6  | Racing Football Club Montegnée                      | 77   | Montegnée  | ??              | 1938-1939 (10e) | saisons     | Liège    |
| 7  | Stade Waremmien Football Club                       | 190  | Waremme    | ??              | 1949-1950 (2e)  | saisons     | Liège    |
| 8  | Football Club Hannutois                             | 215  | Hannut     | ??              | 1948-1949 (3e)  | saisons     | Liège    |
| 9  | Aarschot Sport                                      | 441  | Aarschot   | ??              | 1945-1946 (6e)  | saisons     | Brabant  |
| 10 | Waterschei Sportvereniging Tot Herstel Onze Rechten | 553  | Genk       | stade A. Dumont | 1946-1947 (5e)  | saisons     | Limbourg |
| 11 | Ans Football Club                                   | 617  | Ans        | ??              | 1942-1943 (8e)  | saisons     | Liège    |
| 12 | Lommelse Sportkring                                 | 1986 | Lommel     | ??              | 1947-1948 (4e)  | saisons     | Limbourg |
| 13 | Everbeur Sport Averbode                             | 2030 | Averbode   | ??              | 1943-1944 (6e)  | saisons     | Brabant  |
| 14 | Milmort Football Club                               | 208  | Milmort    | ??              | 1950-1951 (1re) | saisons     | Liège    |
| 15 | Racing Club Vottem                                  | 279  | Vottem     | ??              | 1950-1951 (1re) | saisons     | Liège    |
| 16 | Patro Eisden                                        | 3434 | Eisden     | ??              | 1950-1951 (1re) | saison      | Limbourg |

### Localisations Série C
| \| Liège: · Racing FC Montegnée · Ans FC · RC Vottem · + · FC Union Wandre · Milmort FC · R. Fléron FC Averbode Aarschot Lommel Winterslag Waterschei Patria FC Patro Eisden Liège Herve Waremme Hannut \| Localisation des clubs engagés en Promotion C 1950-1951 |
| Liège: · Racing FC Montegnée · Ans FC · RC Vottem · + · FC Union Wandre · Milmort FC · R. Fléron FC Averbode Aarschot Lommel Winterslag Waterschei Patria FC Patro Eisden Liège Herve Waremme Hannut                                                               |

### Série D
| #  | Nom                                              | Mat. | Ville           | Stades        | En D3 depuis    | Total en D3 | Province      |
| -- | ------------------------------------------------ | ---- | --------------- | ------------- | --------------- | ----------- | ------------- |
| 1  | Royal Gosselies Sports                           | 69   | Gosselies       | ??            | 1950-1951 (1re) | saisons     | Hainaut       |
| 2  | Cappellen Football Club Koninklijke Maatschappij | 43   | Kapellen        | ??            | 1947-1948 (4e)  | saisons     | Anvers        |
| 3  | Cercle Sportif Brainois                          | 75   | Braine-l’Alleud | ??            | 1946-1947 (5e)  | saisons     | Brabant       |
| 4  | Willebroekse Sportvereniging                     | 85   | Willebroek      | Henry Pickery | 1936-1937 (12e) | saisons     | Anvers        |
| 5  | Royale Union Sportive Halloise                   | 87   | Hal             | ??            | 1937-1938 (11e) | saisons     | Brabant       |
| 6  | Royale Association Athlétique Louviéroise        | 93   | La Louvière     | ??            | 1937-1938 (11e) | saisons     | Hainaut       |
| 7  | Sporting Club Boussu                             | 167  | Boussu          | ??            | 1948-1949 (3e)  | saisons     | Hainaut       |
| 8  | Nielse Sportvereniging                           | 415  | Niel            | ??            | 1946-1947 (5e)  | saisons     | Anvers        |
| 9  | Football Club Houdinois                          | 704  | Houdeng-Gœgnies | ??            | 1949-1950 (2e)  | saisons     | Hainaut       |
| 10 | Football Club La Rhodienne                       | 1274 | Rhode-St-Genèse | ??            | 1948-1949 (3e)  | saisons     | Brabant       |
| 11 | Rupel Sportkring                                 | 2138 | Boom            | ??            | 1949-1950 (2e)  | saisons     | Anvers        |
| 12 | Voetbalclub Vlug en Vrij Terhagen                | 2645 | Terhagen        | ??            | 1947-1948 (4e)  | saisons     | Anvers        |
| 13 | Football Club Germinal Ekeren                    | 3530 | Ekeren          | ??            | 1949-1950 (2e)  | saisons     | Anvers        |
| 14 | Royal Cercle Sportif Hallois                     | 120  | Hal             | ??            | 1950-1951 (1re) | saisons     | Brabant       |
| 15 | Léopold Club Hornu                               | 129  | Hornu           | ??            | 1950-1951 (1re) | saisons     | Hainaut       |
| 16 | Koninklijke Sportkring Geraardsbergen            | 290  | Grammont        | ??            | 1950-1951 (1re) | saisons     | Fl. orientale |

### Localisations Série D
| \| Cappellen Germinal Ekeren Rupel SK Nielse SK Terhagen Willebroek Rhodienne Braine Grammont U. Halloise CS Hallois FC Houdinois La Louv. Hornu Boussu Gosselies \| Localisation des clubs engagés en Promotion D 1950-1951 |
| Cappellen Germinal Ekeren Rupel SK Nielse SK Terhagen Willebroek Rhodienne Braine Grammont U. Halloise CS Hallois FC Houdinois La Louv. Hornu Boussu Gosselies                                                               |

## Classements
- Le nom des clubs est celui employé à l'époque

Légende
- Champion & Promu en « Division 1 » (D2)
- clubs relégué vers les séries inférieures

Abréviations
 : club relégué de « Division 1 » (D2) depuis la saison précédente 
 : club promu depuis les séries inférieures
- Départages: Si nécessaire, les départages des égalités de points se font d'abord en donnant priorité « au plus petit nombre de défaites ».

### Promotion A
| Rang | Équipe                    | Pts | J  | G  | N  | P  | Bp | Bc | Diff |
| ---- | ------------------------- | --- | -- | -- | -- | -- | -- | -- | ---- |
| 1    | K. DARING CLUB LEUVEN     | 42  | 30 | 19 | 4  | 7  | 65 | 38 | +27  |
| 2    | R. CS La Forestoise       | 39  | 30 | 18 | 3  | 9  | 66 | 38 | +28  |
| 3    | R. CS Schaerbeek          | 33  | 30 | 14 | 5  | 11 | 74 | 54 | +20  |
| 4    | Wezel Sport               | 32  | 30 | 12 | 8  | 10 | 62 | 63 | -1   |
| 5    | FC Nijlen                 | 32  | 30 | 13 | 6  | 11 | 66 | 59 | +7   |
| 6    | Union Royale Namur        | 32  | 30 | 14 | 4  | 12 | 63 | 47 | +16  |
| 7    | R. CS Saint-Josse         | 32  | 30 | 14 | 4  | 12 | 50 | 60 | -10  |
| 8    | FC Verbroedering Arendonk | 31  | 30 | 12 | 7  | 11 | 60 | 64 | -4   |
| 9    | R. Ixelles SC             | 30  | 30 | 12 | 6  | 12 | 44 | 43 | +1   |
| 10   | CS Libramont              | 29  | 30 | 10 | 9  | 11 | 66 | 58 | +8   |
| 11   | R. Crossing FC Ganshoren  | 29  | 30 | 12 | 5  | 13 | 61 | 65 | -4   |
| 12   | Mol Sport                 | 28  | 30 | 11 | 6  | 13 | 44 | 48 | -4   |
| 13   | Entente Sportive Jamboise | 27  | 30 | 10 | 7  | 13 | 48 | 52 | -4   |
| 14   | R. Vilvorde FC            | 27  | 30 | 11 | 5  | 14 | 47 | 54 | -7   |
| 15   | FC Verbroedering Geel     | 24  | 30 | 7  | 10 | 13 | 34 | 58 | -24  |
| 16   | Ham FC                    | 13  | 30 | 5  | 3  | 22 | 32 | 81 | -49  |

### Promotion B
| Rang | Équipe                       | Pts | J  | G  | N  | P  | Bp | Bc | Diff |
| ---- | ---------------------------- | --- | -- | -- | -- | -- | -- | -- | ---- |
| 1    | R. RC de GAND                | 49  | 30 | 21 | 7  | 2  | 86 | 26 | +60  |
| 2    | R. RC Tournai                | 44  | 30 | 20 | 4  | 6  | 70 | 33 | +37  |
| 3    | K. Stade Kortrijk            | 36  | 30 | 13 | 10 | 7  | 58 | 46 | +12  |
| 4    | SV Waregem                   | 36  | 30 | 15 | 6  | 9  | 58 | 45 | +13  |
| 5    | K. RC Borgerhout             | 35  | 30 | 14 | 7  | 9  | 55 | 37 | +18  |
| 6    | SV Oudenaarde                | 32  | 30 | 14 | 4  | 12 | 50 | 45 | +5   |
| 7    | SK Beveren-Waas              | 30  | 30 | 10 | 10 | 10 | 47 | 47 | 0    |
| 8    | R. FC Roulers                | 29  | 30 | 12 | 5  | 13 | 37 | 36 | +1   |
| 9    | R. Stade Mouscronnois        | 29  | 30 | 12 | 5  | 13 | 48 | 49 | -1   |
| 10   | SK Hoboken                   | 27  | 30 | 9  | 9  | 12 | 43 | 63 | -20  |
| 11   | VV Edegem Sport              | 27  | 30 | 10 | 7  | 13 | 38 | 45 | -7   |
| 12   | K. SC Menen                  | 26  | 30 | 10 | 6  | 14 | 43 | 51 | -8   |
| 13   | R. Excelsior AC Sint-Niklaas | 25  | 30 | 9  | 7  | 14 | 42 | 60 | -18  |
| 14   | Boechoutse VV                | 24  | 30 | 10 | 4  | 16 | 48 | 64 | -16  |
| 15   | Eendracht Wervik             | 20  | 30 | 7  | 6  | 17 | 40 | 76 | -36  |
| 16   | RC Harelbeke                 | 11  | 30 | 3  | 5  | 22 | 28 | 67 | -39  |

### Promotion C
| Rang | Équipe                  | Pts | J  | G  | N  | P  | Bp  | Bc | Diff |
| ---- | ----------------------- | --- | -- | -- | -- | -- | --- | -- | ---- |
| 1    | WATERSCHEI SV THOR      | 49  | 30 | 24 | 1  | 5  | 117 | 28 | +89  |
| 2    | Stade Waremmien         | 36  | 30 | 15 | 6  | 9  | 74  | 47 | +27  |
| 3    | Patro Eisden            | 35  | 30 | 15 | 5  | 10 | 69  | 44 | +25  |
| 4    | Winterslag FC           | 32  | 30 | 13 | 6  | 11 | 66  | 54 | +12  |
| 5    | Patria FC Tongeren      | 32  | 30 | 13 | 6  | 11 | 57  | 46 | +11  |
| 6    | R. Herve FC             | 31  | 30 | 12 | 7  | 11 | 61  | 62 | -1   |
| 7    | RC Vottem               | 31  | 30 | 13 | 5  | 12 | 65  | 46 | +19  |
| 8    | Racing FC Montegnée     | 30  | 30 | 12 | 6  | 12 | 64  | 67 | -3   |
| 9    | Aarschot Sport          | 30  | 30 | 13 | 4  | 13 | 50  | 56 | -6   |
| 10   | Ans FC                  | 30  | 30 | 13 | 4  | 13 | 45  | 54 | -9   |
| 11   | R. Fléron FC            | 27  | 30 | 8  | 11 | 11 | 43  | 59 | -16  |
| 12   | Lommelse SK             | 26  | 30 | 11 | 4  | 15 | 56  | 86 | -30  |
| 13   | FC Wandre-Union         | 25  | 30 | 9  | 7  | 14 | 47  | 65 | -18  |
| 14   | Everbeur Sport Averbode | 25  | 30 | 10 | 5  | 15 | 49  | 70 | -21  |
| 15   | Milmort FC              | 22  | 30 | 8  | 6  | 16 | 39  | 65 | -26  |
| 16   | FC Hannutois            | 19  | 30 | 7  | 5  | 18 | 37  | 89 | -52  |

### Promotion D
| Rang | Équipe              | Pts | J  | G  | N  | P  | Bp | Bc | Diff |
| ---- | ------------------- | --- | -- | -- | -- | -- | -- | -- | ---- |
| 1    | RUPEL SK            | 42  | 30 | 18 | 6  | 6  | 58 | 30 | +28  |
| 2    | Nielse SV           | 40  | 30 | 17 | 6  | 7  | 51 | 37 | +14  |
| 3    | SC Boussu-Bois      | 36  | 30 | 14 | 8  | 8  | 50 | 39 | +11  |
| 4    | VV V&V Terhagen     | 34  | 30 | 13 | 8  | 9  | 52 | 37 | +15  |
| 5    | R. CS Hallois       | 33  | 30 | 12 | 9  | 9  | 67 | 52 | +15  |
| 6    | Willebroekse SV     | 32  | 30 | 11 | 10 | 9  | 52 | 48 | +4   |
| 7    | R. AA Louvièroise   | 30  | 30 | 11 | 8  | 11 | 42 | 37 | +5   |
| 8    | Cappellen FC KM     | 29  | 30 | 13 | 3  | 14 | 49 | 60 | -11  |
| 9    | Geeraardsbergen SK  | 28  | 30 | 10 | 8  | 12 | 64 | 62 | +2   |
| 10   | R. CS Brainois      | 28  | 30 | 12 | 4  | 14 | 52 | 55 | -3   |
| 11   | FC Houdinois        | 28  | 30 | 12 | 4  | 14 | 47 | 70 | -23  |
| 12   | Léopold Club Hornu  | 27  | 30 | 10 | 7  | 13 | 57 | 55 | +2   |
| 13   | R. Union Halloise   | 27  | 30 | 11 | 5  | 14 | 70 | 62 | +8   |
| 14   | FC Germinal Ekeren  | 24  | 30 | 9  | 6  | 15 | 40 | 61 | -21  |
| 15   | R. Gosselies Sports | 22  | 30 | 8  | 6  | 16 | 46 | 66 | -20  |
| 16   | FC La Rhodienne     | 20  | 30 | 8  | 4  | 18 | 48 | 74 | -26  |

## Résumé de la saison
- Champion A: Daring Club Leuven (1er titre en D3)
- Champion B: R. RC de Gand (1er titre en D3)
- Champion C: Waterschei SV THOR (2e titre en D3)
- Champion D: Rupel SK (1er titre en D3)
- Quinzième titre de D3 pour la Province d'Anvers
- Onzième titre de "D3" pour la Province de Brabant.
- Neuvième titre de D3 pour la Province de Flandre orientale
- Onzième titre de "D3" pour la Province de Limbourg.

| Région flamande (32)            | Région flamande (32) | Province de Brabant (13)     | Province de Brabant (13) | Région wallonne (19)   | Région wallonne (19) |
| ------------------------------- | -------------------- | ---------------------------- | ------------------------ | ---------------------- | -------------------- |
| Province d'Anvers               | 15                   | Région de Bruxelles-Capitale | 5                        | Province de Hainaut    | 6                    |
| Province de Flandre-Occidentale | 7                    | Province du Brabant flamand  | 7                        | Province de Liège      | 9                    |
| Province de Flandre-Orientale   | 5                    | Province du Brabant wallon   | 1                        | Province de Luxembourg | 1                    |
| Province de Limbourg            | 5                    |                              |                          | Province de Namur      | 3                    |

1. ↑  Au niveau footballistique, la province de Brabant est toujours unitaire malgré sa partition territoriale en 1995.

- Mouscron est en Flandre occidentale jusqu'en 1963.

## Débuts en séries nationales (et donc en Division 3)
Deux clubs font leurs débuts en séries nationales. Ils portent à 225 le nombre de clubs différents ayant pris part à au moins une saison du football national belge depuis 1895-1896.
- Eendracht Wervik (21e club de la Province de Flandre occidentale) - 17e Flandrien occidental en D3 ;
- Patro Eisden (20e club de la Province de Limbourg) - 19e Limbourgeois en D3 ;

## Relégations du2eniveau
À la fin de cette saison, quatre équipes sont reléguées depuis la Division 1 (D2): SC Eendracht Aalst, R. Excelsior FC Hasselt, R. Union Hutoise et K. Tubantia FC.

## Montées vers le2eniveau
Les quatre champions (Daring Louvain, Racing Gand, Waterschei et Rupel SK) montent en Division 1 (D2).

## Relégations vers les séries inférieures
Douze clubs sont relégués vers les séries inférieures.
| Clubs                                                |   | Provinces                       |
| ---------------------------------------------------- | - | ------------------------------- |
| K. Bouchoutse VV, FC Germinal Ekeren, FC Verbr. Geel | ⇒ | Province d'Anvers               |
| Ev. Sp. Averbode, FC La Rhodienne, R. Vilvorde FC    | ⇒ | Province de Brabant             |
| RC Harelbeke, Eendracht Wervik                       | ⇒ | Province de Flandre-Occidentale |
|                                                      | ⇒ | Province de Flandre-Orientale   |
| R. Gosselies Sports                                  | ⇒ | Province de Hainaut             |
| FC Hannutois, Milmort FC                             | ⇒ | Province de Liège               |
|                                                      | ⇒ | Province de Limbourg            |
|                                                      | ⇒ | Province de Luxembourg          |
| R. Ham FC                                            | ⇒ | Province de Namur               |

## Montées depuis les séries inférieures
Douze clubs sont admis en « Promotion » depuis les séries inférieures en vue de la saison suivante:
| Provinces                       | Montant                          |
| ------------------------------- | -------------------------------- |
| Province d'Anvers               | OLSE Merksem SC, VV Vosselaar    |
| Province de Brabant             | R. Léopold CB, Voorwaarts Tienen |
| Province de Flandre-Occidentale | K. VG Oostende                   |
| Province de Flandre-Orientale   | FAC Meulestede                   |
| Province de Hainaut             | SC Wasmes                        |
| Province de Liège               | AS Eupen, FC Melen               |
| Province de Limbourg            | VV Vigor Beringen                |
| Province de Luxembourg          | Jeunesse Arlonaise               |
| Province de Namur               | CS Florennois                    |

## Question royale et…reconnaissance des associations
Cette saison voit se terminer l'importante crise constitutionnelle qui secoue la Belgique depuis 1948 et connaît des ramifications sociales importantes. Un climat insurrectionnel prévaut dans certaines régions du pays. On déplore des morts et de nombreux blessés lors de manifestations. Des attentats à la bombe sont perpétrés ! Le nœud du problème est le retour au pays ou non de Sa Majesté le Roi Léopold III dont plusieurs décisions et prises de position durant la Seconde Guerre mondiale sont sujettes à de nombreuses critiques. La crise de la Question royale ne s'estompe pas avec la consultation populaire organisée par le gouvernement. Finalement, le 11 août 1950, Baudouin, fils aîné de Léopold III est institué « Prince Royal » (il n'a pas encore 21 ans et ne peut donc régner). Il monte sur le trône et devient Baudouin Ier, Roi des Belges, le 17 juillet 1951.
En parallèle à la fin de cette crise, de nombreuses associations (dont beaucoup de clubs de football) se voient officiellement reconnues "Société Royale". Un titre qui n'a pas pu être attribué « à temps » d'abord avec la période difficile du conflit mondial, puis, en raison de la crise évoquée ci-dessus.